# Margot von Renesse
Margot von Renesse, geborene Gericke (* 5. Februar 1940 in Berlin; † 17. Juni 2022 in Ratingen), war eine deutsche Politikerin (SPD).

## Leben und Beruf
Nach dem Abitur 1958 absolvierte von Renesse ein Studium der Rechtswissenschaft an der Universität Münster, welches sie mit dem ersten juristischen Staatsexamen beendete. Während ihres Studiums erhielt sie ein Stipendium durch das Evangelische Studienwerk Villigst. Nach dem anschließenden Referendariat und dem zweiten Staatsexamen war sie von 1972 bis 1990 als Richterin am Amts- bzw. Landgericht Bochum tätig.
Von Renesse engagierte sich neben dem Richterdienst und der Erziehung ihrer vier Kinder früh ehrenamtlich. Sie wurde Vizepräsidentin der Evangelischen Aktionsgemeinschaft für Familienfragen und Verwaltungsrätin des Westdeutschen Rundfunks (WDR), später kam neben dem Engagement in der SPD auch die Mitarbeit in Bürgerinitiativen wie etwa für Kindergärten, aber auch für die Friedensbewegung hinzu. Überdies war sie langjähriges Mitglied im Kuratorium und spätere Vorsitzende der Elly-Heuss-Knapp-Stiftung – Deutsches Müttergenesungswerk.
1997 wurde bei von Renesse die Parkinson-Erkrankung diagnostiziert. Sie war zweite Vorsitzende der Deutschen Parkinson Vereinigung.
Margot von Renesse war verheiratet mit dem Juristen und Politikwissenschaftler Ernst-Albrecht von Renesse (geb. 1930) und hatte vier Kinder, darunter der Sozialrichter Jan-Robert von Renesse. Sie starb im Juni 2022 im Alter von 82 Jahren.

## Partei
Sie war seit 1969 Mitglied der SPD und engagierte sich ab 1976 in der Rechts- und Innenpolitischen Kommission der SPD. Sie gehörte außerdem dem SPD-Bezirksvorstand Westliches Westfalen an.

## Abgeordnete
Von 1990 bis 2002 war von Renesse Mitglied des Deutschen Bundestages. Als Fachpolitikerin ohne Interesse am medialen Schlagabtausch war sie insbesondere im Bereich des Familienrechts und der Aufarbeitung der SED-Diktatur tätig. So war sie von 1992 bis 1994 stellvertretende Vorsitzende der Enquete-Kommission „Aufarbeitung von Geschichte und Folgen der SED-Diktatur“ und von 2000 bis 2002 Vorsitzende der Enquête-Kommission Recht und Ethik der modernen Medizin, die sich vor allem mit der Gesetzgebung für die heutige Stammzellenforschung beschäftigte. Mit Andrea Fischer (Grüne) und Maria Böhmer (CDU) konzipierte sie einen schließlich vom Bundestag Ende Januar 2002 verabschiedeten Kompromiss. Diesem zufolge wurde der Import menschlicher embryonaler Stammzellen aus so genannten überzähligen befruchteten Eiern zu Forschungszwecken unter Auflagen erlaubt. Außerdem hat sie ihre Fraktion bei den Verhandlungen über das Lebenspartnerschaftsgesetz für homosexuelle Paare vertreten. Hierfür erhielt sie 2006 zusammen mit Volker Beck den Zivilcouragepreis des CSD Berlin. Darüber hinaus war Margot von Renesse federführend an der Neufassung des § 218 StGB beteiligt, womit sie am Selbstbestimmungsrecht der Frau beim Schwangerschaftsabbruch Anteil hatte. Der von Abgeordneten aller Fraktionen unterstützte und beschlossene Kompromiss regelt bis heute, dass der Schwangerschaftsabbruch nach vorheriger Pflichtberatung in den ersten drei Monaten straffrei bleibt. In ihrer Fraktion trat von Renesse außerdem bereits 1991 für einen Gesetzesentwurf mit dem Ziel ein, die Vergewaltigung in der Ehe strafrechtlich zu ahnden. Ein entsprechendes Gesetz beschloss der Bundestag 1997. Im Zuge der öffentlichen Diskussion um das erste Betreuungsrechtsänderungsgesetz von 1998 schlug sie ein sogenanntes „Betreuungsrechtshilfegesetz“ vor, das nicht realisiert wurde; die rechtliche Betreuung müsse sich im Rahmen der vergütungsfähigen Tätigkeiten auf rein rechtliche Vertretung beschränken und könne somit gar nicht mittels ausführlichem Kontakt dem Postulat des Betreuungsrechts gerecht werden, auch „persönlich zu betreuen“ (§ 1897 Abs. 1 BGB).
Margot von Renesse war jeweils über die Landesliste Nordrhein-Westfalen in den Bundestag eingezogen, zur Bundestagswahl 2002 trat sie nicht erneut an. Sie war langjährige Vizepräsidentin und Vorsitzende des Fachausschusses Recht der Evangelischen Aktionsgemeinschaft für Familienfragen.

## Auszeichnungen
- 2004: Bundesverdienstkreuz (1. Klasse)
- 2004: Ehrendoktorwürde der Evangelisch-Theologischen Fakultät der Ruhr-Universität Bochum[8]
- 2006: Zivilcouragepreis des CSD Berlin (zusammen mit Volker Beck)[5]